# Алое багатолисте
Алое багатолисте (Aloe polyphylla, Pillans) — сукулентна рослина роду алое.

## Морфологічні ознаки

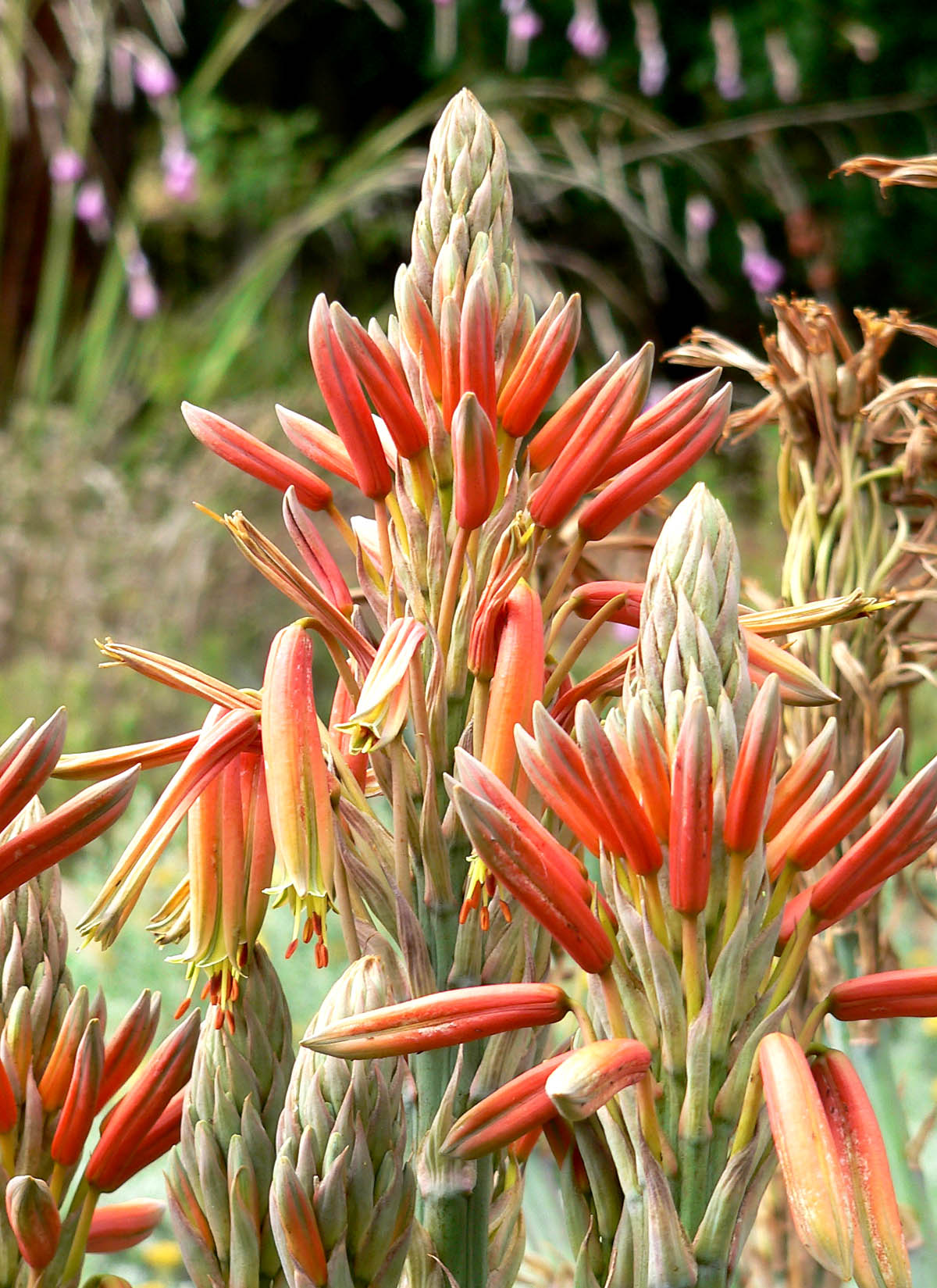
Квіти Алое багатолистого

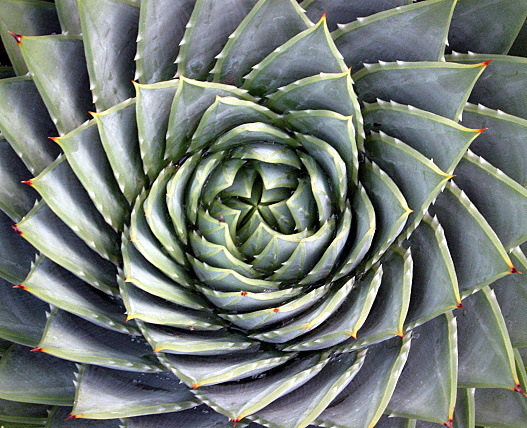
Листя Алое багатолистого розташовані по спіралі

Це сукулентний багаторічник з майже круглою розеткою, що складається з 75-150 зазвичай прямих листків до 80 см у поперечнику, розташованих по спіралі, загострено-трикутних, зеленувато-сизого кольору. Листя сильно м'ясисті, яйцеподібно-довгасті. Квітконіс заввишки 50-60 см, розгалужений майже від основи, з квітками, розташованими на верхівках гілок. Квітки блідо-червоні або рожеві, рідше жовті.

## Місця зростання
Лесото (Південна Африка). Алое багатолисте зустрічається на хребті Тхаба Путсоа і в Масеру в Драконових горах на висоті близько 2 300 м над рівнем моря, де іноді відчуває зимовий сніг. Зростає серед сипучих базальтових скель і в ущелинах. Цей рідкісний вид має велике значення для садівництва, проте популяція його скоротилася через викопування рослин для продажу садівникам. Відомо близько 3 500 екземплярів приблизно в 50 місцях. Рослина зникла з 12 раніше відомих пунктів.

## Охоронний статус
Алое багатолисте внесене до Додатку І Конвенції про міжнародну торгівлю дикими видами фауни і флори, що знаходяться під загрозою зникнення (CITES).

## Утримання у культурі
Алое багатолисте має репутацію рослини, яку досить важко вирощуватти. Зростаючі у природі на великій висоті, воно погано переносить високі температури. Але це одне з небагатьох алое, які можуть витримувати постійну вологість, мороз і сніг взимку, за умови, що він росте в дуже проникному, добре дренованому ґрунті.